# UCI World Tour 2022
UCI World Tour 2022 a fost o serie de curse care a inclus treizeci și trei de evenimente de ciclism rutier de-a lungul sezonului de ciclism 2022.  Turneul a început cu etapa de deschidere a Turului Emiratelor Arabe Unite pe 20 februarie  și s-a încheiat cu etapa finală a Il Lombardia pe 9 octombrie.

## Evenimente
Calendarul 2022 a fost anunțat în toamna anului 2021. 
| Cursa                           | Data                      | Câștigător                 | Locul 2                     | Locul 3                    |
| ------------------------------- | ------------------------- | -------------------------- | --------------------------- | -------------------------- |
| UAE Tour⁠(d)                     | 20–26 februarie           | Tadej Pogačar (SLO)        | Adam Yates (GBR)            | Pello Bilbao (ESP)         |
| Omloop Het Nieuwsblad⁠(d)        | 26 februarie              | Wout van Aert (BEL)        | Sonny Colbrelli⁠(d) (ITA)    | Greg Van Avermaet (BEL)    |
| Strade Bianche                  | 5 martie                  | Tadej Pogačar (SLO)        | Alejandro Valverde⁠(d) (ESP) | Kasper Asgreen (DEN)       |
| Paris–Nisa                      | 6–13 martie               | Primož Roglič (SLO)        | Simon Yates (GBR)           | Daniel Martínez (COL)      |
| Tirreno–Adriatico               | 7–13 martie               | Tadej Pogačar (SLO)        | Jonas Vingegaard (DEN)      | Mikel Landa (ESP)          |
| Milano–San Remo                 | 19 martie                 | Matej Mohorič (SLO)        | Anthony Turgis (FRA)        | Mathieu van der Poel (NED) |
| Volta a Catalunya               | 21–27 martie              | Sergio Higuita (COL)       | Richard Carapaz (ECU)       | João Almeida (POR)         |
| Classic Brugge–De Panne         | 23 martie                 | Tim Merlier (BEL)          | Dylan Groenewegen (NED)     | Nacer Bouhanni (FRA)       |
| E3 Saxo Bank Classic            | 25 martie                 | Wout Van Aert (BEL)        | Christophe Laporte (FRA)    | Stefan Küng (SUI)          |
| Gent–Wevelgem                   | 27 martie                 | Biniam Girmay (ERI)        | Christophe Laporte (FRA)    | Dries Van Gestel (BEL)     |
| Dwars door Vlaanderen           | 30 martie                 | Mathieu van der Poel (NED) | Tiesj Benoot (BEL)          | Tom Pidcock (GBR)          |
| Turul Flandrei                  | 3 aprilie                 | Mathieu van der Poel (NED) | Dylan van Baarle (NED)      | Valentin Madouas (FRA)     |
| Turul Țării Bascilor            | 4–9 aprilie               | Daniel Martínez (COL)      | Ion Izagirre (ESP)          | Aleksandr Vlasov           |
| Cursa Amstel Gold               | 10 aprilie                | Michał Kwiatkowski (POL)   | Benoît Cosnefroy (FRA)      | Tiesj Benoot (BEL)         |
| Paris–Roubaix                   | 17 aprilie                | Dylan van Baarle (NED)     | Wout van Aert (BEL)         | Stefan Küng (SUI)          |
| Săgeata Valonă                  | 20 aprilie                | Dylan Teuns (BEL)          | Alejandro Valverde (ESP)    | Alexandr Vlasov            |
| Liège–Bastogne–Liège            | 24 aprilie                | Remco Evenepoel (BEL)      | Quinten Hermans (BEL)       | Wout van Aert (BEL)        |
| Turul Romandiei                 | 26 aprilie – 1 mai        | Aleksandr Vlasov           | Gino Mäder (SUI)            | Simon Geschke (GER)        |
| Eschborn–Frankfurt              | 1 mai                     | Sam Bennett (IRL)          | Fernando Gaviria (COL)      | Alexander Kristoff (NOR)   |
| Turul Italiei                   | 6–29 mai                  | Jai Hindley (AUS)          | Richard Carapaz (ECU)       | Mikel Landa (ESP)          |
| Criteriul Dauphiné              | 5–12 iunie                | Primož Roglič (SLO)        | Jonas Vingegaard (DEN)      | Ben O'Connor (AUS)         |
| Turul Elveției                  | 13–19 iunie               | Geraint Thomas (GBR)       | Sergio Higuita (COL)        | Jakob Fuglsang (DEN)       |
| Turul Franței                   | 1–24 iulie                | Jonas Vingegaard (DEN)     | Tadej Pogačar (SLO)         | Geraint Thomas (GBR)       |
| Clasica San Sebastián           | 30 iulie                  | Remco Evenepoel (BEL)      | Pavel Sivakov (FRA)         | Tiesj Benoot (BEL)         |
| Turul Poloniei                  | 30 iulie – 5 august       | Ethan Hayter (GBR)         | Thymen Arensman (NED)       | Pello Bilbao (ESP)         |
| Turul Spaniei                   | 19 august – 11 septembrie | Remco Evenepoel (BEL)      | Enric Mas (ESP)             | Juan Ayuso (ESP)           |
| Hamburg Cyclassics              | 21 august                 | Marco Haller (AUT)         | Wout van Aert (BEL)         | Quinten Hermans (BEL)      |
| Bretagne Classic Ouest–France   | 28 august                 | Wout van Aert (BEL)        | Axel Laurance (FRA)         | Alexander Kamp (DEN)       |
| Grand Prix Cycliste de Québec   | 9 septembrie              | Benoît Cosnefroy (FRA)     | Michael Matthews (AUS)      | Biniam Girmay (ERI)        |
| Grand Prix Cycliste de Montréal | 11 septembrie             | Tadej Pogačar (SLO)        | Wout van Aert (BEL)         | Andrea Bagioli (ITA)       |
| Il Lombardia                    | 8 octombrie               | Tadej Pogačar (SLO)        | Enric Mas (ESP)             | Mikel Landa (ESP)          |

### Evenimente anulate
Din cauza preocupărilor logistice legate de COVID-19 ridicate de echipe cu privire la călătoriile în Australia (inclusiv cerințele stricte de carantină), Turul Down Under (18-23 ianuarie) și Cursa Cadel Evans Great Ocean Road⁠(d) (30 ianuarie) au fost anulate. Pe 8 iunie 2022, Turul Benelux (29 august-4 septembrie) a fost anulat din cauza calendarului aglomerat. Pe 17 iunie 2022, Turul Guangxi (13-18 octombrie) a fost anulat din cauza restricțiilor de călătorie datorate pandemiei de COVID-19.